# Дегтярёв, Николай Васильевич (Герой Советского Союза)
Николай Васильевич Дегтярёв (25 ноября 1903 года, д. Еремейцево, Рыбинский уезд, Ярославская губерния — 20 апреля 1971 года, Ленинград) — советский военный деятель, Полковник. Герой Советского Союза.

## Начальная биография
Родился 25 ноября 1903 года в деревне Еремейцево ныне Мышкинского района Ярославской области в крестьянской семье.
Окончил сельскую школу и в 1922 году — два курса педагогического техникума.
Работал конторщиком, рабочим лесопильного завода «Свобода» в Рыбинске Ярославской области.
Жил в Ленинграде, где работал главным бухгалтером швейной фабрики имени Володарского.

## Военная служба

### Довоенное время
С 1926 по 1928 годы и с 1939 года служил в рядах РККА.
Принимал участие в советско-финской войне.
Начальник штаба дивизиона 302-го гаубичного артиллерийского полка (7-я армия, Северо-Западный фронт) старший лейтенант Николай Дегтярёв 22 декабря 1939 года, находясь на передовой, в критический момент боя поднял солдат в атаку.
20 января 1940 года огнём батареи уничтожил дот.
В ходе войны старший лейтенант Дегтярёв с передовой корректировал артиллерийский огонь батарей.
Указом Президиума Верховного Совета СССР от 21 марта 1940 года за образцовое выполнение боевых заданий командования на фронте борьбы с финской белогвардейщиной и проявленные при этом отвагу и геройство старшему лейтенанту Николаю Васильевичу Дегтярёву присвоено звание Героя Советского Союза с вручением ордена Ленина и медали «Золотая Звезда» (№ 441).

### Великая Отечественная война
С началом Великой Отечественной войны Николай Васильевич Дегтярёв находился в действующей армии.
В 1942 году окончил ускоренный курс Военной академии Генерального штаба. В том же году вступил в ряды ВКП(б).
В 1945 году принимал участие в советско-японской войне.

### Послевоенная карьера
После войны служил на командных и преподавательских должностях.
В 1947 году окончил Высшие академические курсы при Артиллерийской академии.
В 1956 году полковник Н. В. Дегтярёв вышел в отставку. Жил в Ленинграде. Умер 20 апреля 1971 года. Похоронен на Северном кладбище (Восточный участок).

## Награды
- Медаль «Золотая Звезда»;
- орден Ленина;
- два ордена Красного Знамени;
- орден Кутузова 2 степени;
- орден Красной Звезды;
- медали.

## Память
Имя Героя высечено на памятнике в Рыбинске на Аллее Славы.